# مارتن مولر (كاتب)
مارتن مولر (بالألمانية: Martin Moller)‏ هو كاتب ترانيم وفيلسوف وكاتب وشاعر ألماني، ولد في 10 نوفمبر 1547 في Kropstädt ‏ في ألمانيا، وتوفي في 2 مارس 1606 في غورليتس في ألمانيا.

## وصلات خارجية
- مارتن مولر على موقع ميوزك برينز (الإنجليزية)